# Izzy Stradlin
Jeffrey Dean Isbell (nascido em 08 de abril de 1962), conhecido pelo seu nome artístico Izzy Stradlin, é um músico e compositor estadunidense. Ele é mais conhecido como o ex-guitarrista base e co-fundador durante seis anos  da banda de hard rock Guns N' Roses, que deixou no auge de sua fama em 1991. Após a sua saída, ele liderou sua própria banda, Izzy Stradlin and the Ju Ju Hounds para um álbum e turnê. Desde a década de 1990, Stradlin lançou dez álbuns solo, os seis últimos de forma independente.

## Vida e carreira

### 1962-1979: Início da vida
Izzy nasceu em Lafayette, Indiana. Seu pai era um gravador, e sua mãe trabalhava para a companhia telefônica, eles se divorciaram quando ele tinha oito anos. De sua cidade natal, Stradlin disse mais tarde: "Foi legal crescer lá. Há um tribunal e uma faculdade, um rio e trilhos de trem. É uma cidade pequena, por isso não havia muito a fazer. Andamos de moto e fumávamos maconha."
Stradlin desenvolveu um interesse pela música cedo. Com oito anos de idade, seus artistas favoritos incluíam Bob Dylan, Pink Floyd, Alice Cooper e Led Zeppelin. Sua maior influência musical foi a sua avó paterna, que tocava bateria em uma banda de swing jazz com seus amigos. Inspirado, Izzy convenceu seus pais a comprar-lhe uma bateria.
No colégio, Izzy formou uma banda com seus amigos, um dos quais era o vocalista William Bruce Bailey, depois conhecido como Axl Rose. Stradlin lembrou: "Nós éramos rapazes de cabelos compridos na escola. Não, nós não eramos atletas, então acabamos saindo juntos. Tocávamos covers na garagem. Não houve clubes para tocar, por isso jamais conseguimos sair da garagem." Apesar de sua aversão à escola, Stradlin conseguiu se formar em 1979 com uma média D. Estabelecido numa carreira na música, ele posteriormente se mudou para Los Angeles, Califórnia.

### 1980-1984: Início de carreira
Logo após sua chegada em Los Angeles, Stradlin se juntou á banda punk Naughty Women. Durante seu malfadado primeiro show com a banda, o público começou a atacar os músicos; Stradlin lembrou: "Eu apenas peguei um suporte de prato e fiquei do lado tentando expulsa-los, gritando:" Sai de perto de mim, cara! Essa foi minha introdução ao cenário do rock em L.A." Seu mandato de dois meses em Naughty Women foi seguido por um stint na banda de hard rock Atoms, antes disso sua bateria foi roubada junto com seu carro e ele mudou para o baixo. Izzy, em seguida, ingressou na banda de heavy metal Shire, durante o qual ele assumiu a guitarra rítmica para ajudar a sua composição.
Em 1983, Izzy formou a banda Hollywood Rose com seu amigo de infância de Axl Rose, que se mudara para Los Angeles no ano anterior. Em janeiro de 1984, a banda gravou uma demo de cinco faixas "Killing Time", "Anything Goes", "Rocker", "Shadow of Your Love", e "Reckless Life", que foram lançados em 2004 como parte da coletânea The Roots of Guns N' Roses. O grupo se desfez em agosto, após Stradlin juntar-se a Sunset Strip e London, só para se reunir com Hollywood Rose quatro meses depois.

### 1985-1991: Guns N' Roses
Em março de 1985, Stradlin fundou o Guns N' Roses com Axl Rose e vários membros do L.A. Guns. Em junho, os integrantes eram Izzy, Rose, o guitarrista Slash, o baixista Duff McKagan e o baterista Steven Adler. Eles tocaram em casas noturnas, tais como o Whisky a Go Go, The Roxy, e The Troubadour e abriram para bandas maiores ao longo de 1985 e 1986. Foi durante este período que a banda compôs a maioria de seu material clássico, com Izzy estabelecendo-se como um compositor fundamental no grupo.
Em julho de 1987, o Guns N' Roses lançou seu primeiro álbum, Appetite for Destruction, que até hoje já vendeu mais de 40 milhões de cópias em todo o mundo, 18 milhões só nos Estados Unidos, tornando-o o álbum de estréia mais vendido de todos os tempos. Stradlin escreveu ou co-escreveu a maioria das canções do álbum, incluindo os hits "Sweet Child o' Mine" e "Paradise City". Ele também escreveu o hit "Patience" para o álbum G N' R Lies, que foi lançado em novembro de 1988 que vendeu cinco milhões de cópias, apesar de conter apenas oito faixas, quatro dos quais haviam sido incluídos no anteriormente lançado EP Live ?!*@ Like a Suicide.
Assim como seu sucesso, as tensões interpessoais dentro da banda também cresceram. Em 1989, durante um show como atração de abertura para os Rolling Stones, Axl Rose ameaçou deixar a banda se Stradlin, Slash e Steven Adler não parassem de "dançar com Mr. Brownstone", uma referência sobre o uso de heroína. Depois de ser condenado a um ano de período probatório por urinar em público a bordo de um avião, Stradlin decidiu ficar limpo, ele voltou para a casa de sua mãe em Indiana, onde estava desintoxicado de drogas e álcool. No ano seguinte, Adler foi demitido da banda por causa de seu vício em heroína, ele foi substituído por Matt Sorum do The Cult.
Em setembro de 1991, o Guns N' Roses lançou os álbuns muito aguardados Use Your Illusion I e Use Your Illusion II, que estrearam em 2º e 1º respectivamente nas paradas dos EUA, um feito não alcançado por nenhum outro grupo. Stradlin co-escreveu os sucessos "Don't Cry", "You Could Be Mine", e cantou nas músicas "Dust N' Bones", "You Ain't the First", "Double Talkin' Jive" e "14 Years". Como em seus álbuns anteriores, sua guitarra preferida durante a gravação dos álbuns foi uma Gibson ES-175.
Até o lançamento do Use Your Illusion, Stradlin tinha ficado insatisfeito com a vida no Guns N' Roses. Mais tarde, ele lembrou: "Quando eu parei com as drogas, não conseguia parar de me perguntar: "É só isso?" Eu estava cansado disso, eu precisava sair." Em 7 de novembro de 1991, no final da turnê européia da banda, foi anunciado que Stradlin havia deixado o Guns N' Roses. Ele tinha feito seu último show como membro oficial da banda em 31 de agosto no Estádio de Wembley. De suas razões para sair, Stradlin mais tarde disse: "Eu não gostava das complicações que se tornaram uma parte da vida diária no Guns N' Roses", citando o motim de  Riverport, St. Louis, EUA, e os atrasos crônicos de Axl Rose sobre a Use Your Illusion Tour como exemplos. Ele afirmou que ficar sóbrio desempenhou um papel fundamental na sua decisão de deixar a banda.

### 1992-1994: Ju Ju Hounds e primeira reunião do GN'R
Após sua saída do Guns N' Roses, Stradlin retornou à sua cidade de Lafayette, Indiana, onde começou a trabalhar em novo material. Ele formou a banda Izzy Stradlin e do Ju Ju Hounds, que consistia em Stradlin nos vocais e guitarra rítmica, Rick Richards do Georgia Satellites na guitarra solo, Jimmy Ashhurst de Broken Homes no baixo, e Charlie Quintana na bateria.
Seu auto-intitulado álbum de estréia foi lançado em Outubro de 1992 e aclamado pela crítica; Rolling Stone chamou de "o melhor álbum dos Stones não escrito pelos Stones." Ju Ju Hounds fez o seu primeiro show em setembro no The Avalon em Chicago, antes de embarcar em uma turnê pela Europa, Austrália e América do Norte. Em maio de 1993, Stradlin reuniu com o Guns N' Roses para cinco shows na Europa e no Oriente Médio para o preenchimento de seu substituto, Gilby Clarke, que havia quebrado o pulso em um acidente de moto. Depois Stradlin retornou ao Ju Ju Hounds, Axl Rose, novamente enfurecido, dedicou a ele durante vários shows a música "Double Talkin 'Jive", que o próprio Izzy havia composto, chamando Izzy de um "double talking jive motherfucker". Em setembro, os Ju Ju Hounds realizaram uma turnê no Japão, onde a banda tocou seu último show no Shibuya Public Hall, em Tóquio. Stradlin, em seguida, tirou um tempo longe da música, durante a qual ele viajou e dedicou muito de seu tempo à sua paixão por corrida de motos, até mesmo a construção de uma estreita faixa para a sua casa em Indiana.

### 1995-2002: Carreira solo e Velvet Revolver
Em 1995, Stradlin começou a gravação de material para seu segundo álbum solo, 117°. Lançado em março de 1998, o álbum foi gravado aos trancos e barrancos ao longo de um período de dois anos e contou com seu ex-companheiros de banda Duff McKagan e Rick Richards, assim como o ex baterista do Reverend Horton Heat Taz Bentley, cujo trabalho Stradlin admirava. Como antes, Stradlin tinham pouco interesse em promover a sua música, ele fez poucas entrevistas e não fez apresentações ao vivo. O álbum acabou sendo seu último lançamento em seu longo tempo de Geffen da etiqueta, como resultado da fusão entre Geffen e Interscope, Stradlin foi retirado da lista do rótulo.
Em dezembro de 1999, terceiro álbum do trabalho solo de Stradlin, Ride On, foi lançado pela gravadora Universal Victor no Japão. Ele apresentava o mesmo line-up como a sua versão anterior. Para promover o álbum, Stradlin com McKagan, Richards e Bentley, fizeram quatro shows no Japão em abril seguinte. Com a adição do tecladista Ian McLagan, o grupo gravou mais dois álbuns: River, que foi lançado em Maio de 2001, Santuário, e um lançamento no Japão somente em segundo lugar, On Down the Road, que se seguiu, em agosto de 2002, JVC Victor.
Stradlin foi, então, perguntar para os seus ex-companheiros do Guns N' Roses Slash, Duff McKagan e Matt Sorum para se juntar ao supergrupo Velvet Revolver. Embora tenha contribuído para o processo de composição, enquanto a banda estava em sua fase de formação, Stradlin finalmente se recusou a participar devido à sua aversão à vida na estrada e sua falta de vontade de trabalhar com um vocalista, embora ele tenha se oferecido para dividir os vocais com McKagan. Slash depois comentou: "Ele não queria lidar com a distância longe de tudo. Assim que começamos a ouvir cantores fisicamente, nós não o vimos novamente. Ele é tão contra isso a partir de sua experiência [com Axl Rose] que ele se recusa a fazer qualquer coisa que envolva um cantor de novo!"

### 2003-presente: Carreira solo independente e segunda reunião com GNR

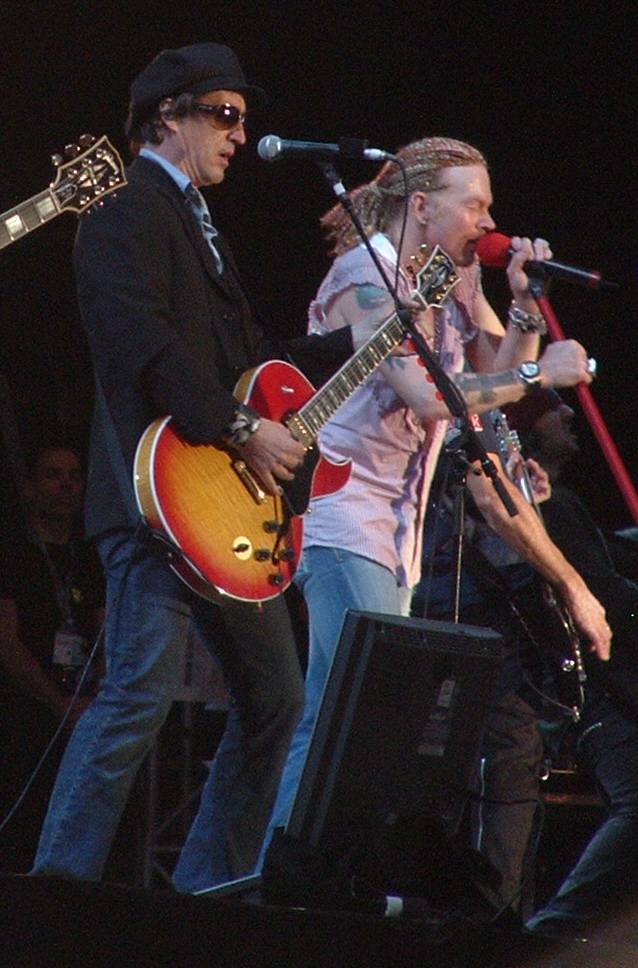
Izzy com o Guns N' Roses em 2006.

Em 2003, Stradlin gravado seu sexto álbum, Like a Dog, com o guitarrista Rick Richards, o baterista Taz Bentley e o baixista JT Longoria. Ele foi originalmente programado para o final de 2003, com pouco menos de mil cópias promocionais feitas. No entanto, o álbum não foi lançado até outubro de 2005, quando Stradlin foi solicitado por um fã, tornou o álbum disponível através de encomenda via internet. No ano seguinte, Stradlin re-lançou Ride On, River, On Down the Road, e Like a Dog através do iTunes.
Em 5 de maio de 2006, treze anos após sua última performance com Guns N' Roses, Stradlin faz uma aparição no show da banda no Hammerstein Ballroom, em Nova York; ele tocou em "Patience", "Think About You" e "Nightrain". Ele, então, realizada com Guns N 'Roses para 13 shows durante a turnê de verão europeia da banda. Stradlin disse: "Axl [Rose] e eu conectado via celular este ano... Foi bom reencontrar um velho amigo de guerra/músico. Eu disse a ele mais tarde: "eu gostaria de participar da diversão, de alguma forma"; e ele disse que eu era bem-vindo para vir e tocar alguma coisa, então eu o fui! Levei cerca de três semanas para me recuperar das seis semanas de turnê! "Em dezembro, ele fez três shows com o grupo no Gibson Amphitheatre em Universal City, Califórnia.
Stradlin lançou seu sétimo álbum, Miami, através do iTunes, em maio de 2007. Contando novamente com Rick Richards, Taz Bentley, e JT Longoria, bem como tecladista Joey Huffman. O guitarrista Richards descreveu o álbum como sendo "um pouco de Like a Dog, mas ainda bastante balanceado". Em julho, uma versão remixada de Miami foi lançado através do iTunes; Stradlin chamado o novo mix "muito mais alto e mais poderoso som." Em novembro daquele ano, ele lançou um segundo álbum do iTunes somente, Fire, the Acoustic Album que também contou Richards, Bentley, e Longoria.
Concrete, lançado também pelo iTunes, saiu em julho de 2008. Além de seus colaboradores regulares, Stradlin também convidou o seu ex-companheiro de banda do Guns N' Roses, Duff McKagan, para tocar baixo em três músicas, incluindo a faixa-título. Stradlin em seguida lançou mais dois álbuns através do iTunes: Smoke, que saiu em dezembro de 2009, e Wave of Heart, que saiu em Julho de 2010 e novamente com McKagan, que aparece em sete faixas. 

## Discografia
| Título                           | Lançamento | Gravadora           |
| -------------------------------- | ---------- | ------------------- |
| Izzy Stradlin & the Ju Ju Hounds | 1992       | Geffen              |
| 117°                             | 1998       | Geffen              |
| Ride On                          | 1999       | Geffen              |
| River                            | 2001       | Sanctuary           |
| On Down the Road                 | 2002       | JVC – Victor        |
| Like a Dog                       | 2005       | Lançado na internet |
| Miami                            | 2007       | Lançado na internet |
| Fire, the acoustic album         | 2007       | Lançado na internet |
| Concrete                         | 2008       | Lançado na internet |
| Smoke                            | 2009       | Lançado na internet |
| Wave of Heat                     | 2010       | Lançado na internet |

### Álbuns ao vivo
| Título                                | Lançamento | Gravadora |
| ------------------------------------- | ---------- | --------- |
| Izzy Stradlin & the Ju Ju Hounds Live | 1993       | Geffen    |

### Com Guns N' Roses
| Título                     | Lançamento | Gravadora   |
| -------------------------- | ---------- | ----------- |
| Live ?!*@ Like a Suicide   | 1986       | UZI Suicide |
| Appetite for Destruction   | 1987       | Geffen      |
| EP (Live from the Jungle)  | 1987       | Geffen      |
| G N' R Lies                | 1988       | Geffen      |
| Use Your Illusion I        | 1991       | Geffen      |
| Use Your Illusion II       | 1991       | Geffen      |
| Use Your Illusion          | 1998       | Geffen      |
| Live Era: '87-'93          | 1999       | Geffen      |
| Greatest Hits              | 2004       | Geffen      |
| The Roots of Guns N' Roses | 2004       | Cleopatra   |

### Singles
| Ano  | Single             | Posições nos charts | Posições nos charts |
| ---- | ------------------ | ------------------- | ------------------- |
| Ano  | Single             | US Hot 100          | US Main. Rock       |
| 1993 | "Somebody Knockin" | -                   | 13                  |
| 1992 | "Shuffle It All"   | -                   | 6                   |